# Pitsunda
Pitsunda (in abcaso e in russo Пицунда?, Pitsunda, in georgiano ბიჭვინთა?, Bichvinta) è una città della Repubblica di Abcasia. È situata sulle coste del Mar Nero, 25 km a sud di Gagra. È una rinomata meta turistica estiva per i turisti russi.

## Storia
La città è stata fondata da coloni greci nel V secolo a.C. con il nome di Pityus. Nel 407 fu meta dell'esilio di San Giovanni Crisostomo che però morì prima di arrivarci. Dal 541 è sede arcivescovile.
Il monumento principale della città è la cattedrale di sant'Andrea, risalente al X secolo e costruita dal re Bagrat III di Georgia.
Nella seconda metà del XIII secolo, fu per breve tempo una colonia genovese con il nome di Pezonda.
Nell'ottobre del 1964 vi soggiornò Nikita Sergeevič Chruščëv, che qui ricevette la notizia della sua deposizione.